# Aston Villa FC
Aston Villa Football Club är en fotbollsklubb i Birmingham i England, grundad 1874. 1888 var man med om att bilda The Football League efter initiativ av klubbens representant William McGregor, och 1992 blev klubben en av de ursprungliga klubbarna att spela i Premier League. Hemmaarenan heter Villa Park och där har klubben spelat sedan 1897.
Aston Villa spelade 2016/2017 till och med 2018/2019 i andradivisionen Championship efter att dessförinnan ha tillbringat 28 raka säsonger i landets högsta serie (fram till 1992 First Division, därefter Premier League.) Efter att ha vunnit playoff-kvalet i maj 2019 är Aston Villa återigen tillbaka i högsta divisionen från och med säsongen 2019/2020.

## Historia

Klubbens ligaplaceringar från och med 1888.

Aston Villa var 1888 en av de ursprungliga medlemmarna av The Football League och hade sin storhetstid på 1890-talet. Mellan åren 1894 och 1900 vann de ligan inte mindre än fem gånger och FA-cupen tre gånger. 1897 blev de den andra klubb som vann The Double, det vill säga ligan och FA-cupen samma år. Under de följande dryga tio åren var de fortsatt en av dominerande klubbarna i England med en ny ligaseger 1909/10 och ytterligare två FA-cuptriumfer 1905 och 1913.
I modern tid har det dock varit glest mellan titlarna. Säsongen 1980/81 lyckades de vinna ligan igen för sjunde och senaste gången men FA-cupen har de inte vunnit sedan 1957.
Emellertid är Aston Villa en av endast fyra ligaklubbar som tillbringat hundra eller fler säsonger i den högsta divisionen. De har spelat tio FA-cupfinaler varav sju har vunnits samt vunnit ligacupen fem gånger. Klubben har också rekordet för flest antal gjorda mål under en säsong i högsta divisionen. Det skedde 1930/31 då de gjorde 128 mål på 42 matcher.
Aston Villas största framgång i Europacuperna kom 1982 då man vann Europacupen efter finalseger mot tyska mästarna Bayern München med 1-0 tack vare Peter Withes mål. Aston Villa är ett av bara sex engelska lag att vinna Europacupen.

### En tidig dominant (1874–1900)
Aston Villa bildades 1874 och kom att vinna sin första titel 13 år senare, då de besegrade West Bromwich Albion med 2-0 i FA-cupfinalen. Året efter, 1888, bildades The Football League sedan Aston Villa-ordföranden William McGregor varit drivande i frågan. Klubben blev därmed en av de ursprungliga klubbarna i ligan.
Efter att ha slutat på en andraplats i ligans första upplaga lyfte Aston Villa sin första ligatitel fem år senare, 1894. Tre år efter att de förlorat FA-cupfinalen 1892, lyfte klubben sin andra FA-cuptitel 1895 - sedan de återigen besegrat West Bromwich Albion i finalen. Efter att ha vunnit sin andra ligatitel 1896 flyttade klubben 1897 från Perry Barr till Villa Park. Den första säsongen på den nya arenan blev en succé - då Aston Villa blev andra lag att vinna The Double, då de vann ligan och FA-cupen under samma år.
En titellös säsong 1898 följdes återigen upp av dubbla ligatitlar. Säsongen 1898/1899 mötte Aston Villa Liverpool i den sista omgången, via en 5-0-seger kunde de säkra ligatiteln framför just Liverpool. Titeln försvarades 1899/1900 då Aston Villa tog sin fjärde ligatitel på fem år - och sin femte titel totalt.

### Fortsatta framgångar (1891–1915)
Fram tills att det första världskriget bröt ut fortsatte Aston Villa vara en av de bättre klubbarna i England - även om titlarna inte trillade in på löpande band. Klubben missade exempelvis ligatiteln 1902/1903 - då de hamnade en poäng bakom Sheffield Wednesday. Den första titeln på fem år kom istället 1905, då Aston Villa via en finalseger mot Newcastle United, då klubben i sin femte FA-cupfinal tog sin fjärde titel i turneringen.
Efter att ha kommit tvåa bakom Manchester United 1907/1908 vann Aston Villa sin sjätte ligatitel 1910. Ett år efter ligatiteln köpte klubben upp arenan Villa Park. Ligaguldet kom att följas av nya andraplatser 1911, 1913 och 1914 samt en femte FA-cuptitel 1913. Efter Aston Villas misslyckade säsong 1914/1915 tog fotbollen några års paus, till följd av världskriget.

### Strax bakom toppen (1919–1935)
Aston Villa rivstartade fotbollens återkomst med att vinna sin sjätte FA-cuptitel under den första säsongen efter världskriget. Under 1920-talet skulle laget dock ha svårt att hävda sig mot de allra bästa och fick ofta finna sig i att slåss i mittenskiktet. Inte heller FA-cupen bjöd på några större framgångar, då den enda finalen kom 1924. Vilken de förlorade mot Newcastle United.
I och med 1930-talets intåg började Aston Villa återigen närma sig den absoluta toppen. Säsongen 1930/1931 stod Tom "Pongo" Waring för hela 49 mål för sitt Aston Villa, det räckte dock enbart till en andraplats bakom Arsenal. Två år senare kom Aston Villa än en gång tvåa i tabellen - även denna gång efter att Arsenal blivit för svåra.
Klubben skulle dock snart börja falla i tabellen.

### En första nedflyttning och tuffare tider (1936–1960)
Säsongen 1935/1936 blev Aston Villa för första gången nedflyttade från högsta divisionen - efter en säsong där de släppt in hela 110 mål. Sejouren i andraligan skulle dock enbart komma att bli tvåårig, då de 1937/1938 vann divisionen. Det hann dock enbart bli en säsong i förstadivisionen - innan fotbollen återigen fick ta paus på grund av ett världskrig.
Den första säsongen efter kriget var den engelska fotbollen uppdelad i en nordlig och en sydlig division, där Aston Villa kom på en andraplats i den sydliga divisionen. De fick istället se rivalen Birmingham City ta hand om förstaplatsen - trots att de hade samma poäng. Resterande del av 1940-talet och större delen av 1950-talet skulle dock innebära att Aston Villa allt som oftast befann sig i mittenriket. Efter att ha flörtat med nedflyttningsstrecket 1955/1956 kom 1957 att innebära att den 37 år långa titeltorkan bröts. Aston Villa lyckades nämligen besegra Manchester United i finalen, och därmed förhindra dessa från att vinna The Double.
Två år senare, 1959, kom dock klubben att trilla ur högstadivisionen en andra gång. Sejouren kom dock enbart att bli ettårig, då Aston Villa vann andradivisionen året därpå.

### Tidernas bottennapp (1961–1975)
Säsongen 1960/1961 var den första då Ligacupen kom att avgöras. Aston Villa blev historiska då de via en 3-2-seger i finalens dubbelmöte mot Rotherham United blev turneringens första vinnare. En ny ligacupfinal 1964 kom dock snart att följas av en tredje nedflyttning, då klubben trillade ur 1966/1967.
Denna gång skulle dock klubben inte ta sig tillbaka omedelbart. Istället följdes tre säsonger i andradivisionen av en nedflyttning till tredjedivisionen, där de kom att tillbringa två säsonger.
Trots att klubben befann sig i tredjedivisionen skulle de än en gång komma att nå en ligacupfinal, men Tottenham Hotspur blev för svåra i 1971 års upplaga. Säsongen som följde, 1971/1972, vann klubben tredjedivisionen och efter tre år i andradivisionen kunde klubben återigen avancera till högsta ligan.
Förutom en återkomst till finrummet innebar säsongen 1974/1975 även en andra ligacuptitel, sedan de besegrat Norwich City i finalen.

### Bäst i Europa (1976-1986)
En ny ligacupseger 1977 följdes av klubbens första ligatitel på 71 år då de 1980/1981 vann sin sjunde titel. Ligatiteln innebar att Aston Villa skulle delta i Europacupen. Efter att ha besegrat isländska Valur, östtyska Dynamo Berlin, sovjetiska Dynamo Kiev och belgiska Anderlecht befann sig klubben plötsligt i final. Aston Villa fick dock finna sig i att vara en stor underdog mot favoriten Bayern München. Det började också illa då målvakten Jimmy Rimmer fick utgå på grund av en nackskada och Nigel Spink - som enbart gjort en A-lagsmatch - fick hoppa in.
Spink lyckades dock mota bort tyskarnas anfallsförsök och i den 67:e minuten skulle istället Aston Villa ta ledningen. Tony Morley fick bollen ute på vänsterkanten och lyckades få till ett inlägg, vilket Peter Withe skickade in med höger skenben efter att bollen studsat elakt. Målet kom att bli matchens enda, vilket innebar att Aston Villa vann Europacupen och kunde titulera sig Europas bästa lag.
Triumfen följdes upp av en seger i den europeiska supercupen 1982/1983 där FC Barcelona besegrades i ett dubbelmöte (0-1-förlust på bortaplan och 3-0-seger hemma på Villa Park) - men därefter tog också framgångarna slut. Istället kom Aston Villa att återgå till ett liv i mittens rike.

### Nedflyttning och tillfällig comeback i toppen (1987–1993)
Enbart fem år efter att Aston Villa vunnit Europacupen kom de att trilla ur högstadivisionen en fjärde gång. Säsongen 1986/1987 blev klubben nämligen jumbo. Det skulle dock enbart krävas ett år i andradivisionen innan Aston Villa än en gång var tillbaka. Efter att precis ha undvikit nedflyttning i sin återkomst kom Aston Villa säsongen efter att utmana i toppen. 1989/1990 slutade klubben på en imponerande andraplats, bakom Liverpool.
Två år senare kom Premier League att bildas och Aston Villa var en av klubbarna som var med från starten. Den första upplagan kom att bli framgångsrik för klubben, då de återigen landade på en andraplats. Den här gången hade de dock tio poäng upp till Manchester United som vann.

### Cupframgångar (1994–2001)
De efterföljande säsongerna kom Aston Villa att etablera sig som ett lag strax bakom den absoluta toppen, då de fem säsonger i rad (1995/1996-1999/2000) slutade topp sex i tabellen. De stora framgångarna kom dock istället i cuperna. 1993/1994 lyckades de besegra Manchester United i ligacupfinalen och två år senare tog de sin femte inteckning i cupen, sedan de besegrat Leeds United i finalen.
Säsongen 1999/2000 innebar att de för första gången på 43 år skulle spela en FA-cupfinal. Chelsea blev dock för svåra; Roberto Di Matteo gjorde matchens enda mål. Säsongen som följde skulle de dock än en gång triumfera i Europa, då klubben 2001 vann Intertotocupen.

### Ägarbyte och Europaspel (2002–2010)
Aston Villa trillade snart ner i mittendelen av tabellen och några säsonger flörtade de även med nedflyttningsstrecket. 2006 kom dock att innebära förändringar då amerikanen Randy Lerner köpte klubben, strax efter att Martin O'Neill tagit över som ny manager. Säsongerna med nordirländaren vid rodret kom att bli framgångsrika för klubben. Under perioden 2008-2010 hamnade klubben på en sjätteplats tre säsonger i sträck, man spelade i Uefa-cupen och lyckades 2010 nå en ligacupfinal.
Klubben lyckades dock inte med sin uttalade målsättning att kvalificera sig för Champions League, och ligacupfinalförlusten mot Manchester United visade sig bli det närmaste O'Neill skulle komma en titel med sitt löftesrika lagbygge.

### Ständig bottenstrid (2011–2016)
I september 2010 lämnade Martin O'Neill sitt uppdrag då ägaren Randy Lerner inte var villig att investera i den grad som nordirländaren ville. Lerner - som kom till klubben med en ambitiös plan att ta Villa till Europatoppen - drabbades 2008 hårt när den amerikanska bolånebubblan sprack, och med en dyrbar skilsmässa som grädde på moset blev han än mindre villig att ta på sig spenderbyxorna, varför Aston Villa nu blev en säljande klubb. Stjärnorna som tagit klubben till de senaste årens framgångar - Gareth Barry, Ashley Young, James Milner och Stewart Downing lämnade laget.
Fransmannen Gérard Houllier tog över managersysslan hos klubben, men lämnade på grund av hjärtproblem efter enbart en säsong. Trots det lyckades han bräcka klubbens transferrekord i och med värvningen av Darren Bent från Sunderland. Houllier kom att ersättas av skotten Alex McLeish, som närmast kom från nedflyttade rivalen Birmingham City. McLeish lyckades dock inte och efter att klubben hamnat på en 16:e plats, enbart två poäng från nedflyttning fick han sparken.
Paul Lambert var näste man till rakning, men inte heller Lambert lyckades ta Aston Villa från den till synes eviga  bottenstriden. Efter att ha slutat på 15:e plats under sina två första säsonger i klubben fick han i februari 2015 sparken, detta efter att klubben slagit bottenrekord för gjorda mål i Premier League. På de 25 första matcherna mäktade man endast med att göra 12 stycken. In kom Tim Sherwood som via en 17:e plats  lyckades rädda kvar klubben i Premier League samt guida dem till en FA-cupfinal, där Arsenal tillfogade Villa en svidande 4-0-förlust.
Sommaren 2015 lämnade nyckelspelare som Ron Vlaar, Fabian Delph och Christian Benteke klubben. Efter premiärseger mot Bournemouth gick det knackigt och i oktober, efter åtta förluster på de tio första matcherna - och sex förluster i rad - fick Sherwood sparken. I november meddelade klubben att fransmannen Rémi Garde tog över tränarsysslan. 16 april 2016 stod det i och med en 0-1-förlust borta mot Manchester United klart att det skulle bli nedflyttning till andraligan - The Championship. Detta innebar då att man tillsammans med Nottingham Forest (och numera även Hamburger SV) var de tre lag som vunnit Europacupen men inte längre spelade i sitt lands högsta liga.

### Åren i Championship (2016–2019)
Efter nedflyttning och sista platsen i Premier League våren 2016 satsade Aston Villa omfattande resurser på en snabb återkomst till högsta divisionen. Under och före säsongen gjorde klubben värvningar för netto cirka 60 miljoner pund. Dock visade det sig snabbt att satsningen inte skulle betala av sig under första säsongen, efter tolv omgångar hade laget enbart vunnit en match och samlat ihop elva poäng. Den dåliga inledningen ledde till att istället för att kämpa för en topplacering kämpade nu laget för att undvika att falla ner ytterligare en division. I oktober fick manager Roberto DI Matteo, som bara kommit in i juni samma år, sparken och ersattes av Steve Bruce. Resten av säsong förlöpte bättre och laget slutade till sist på en mittenplacering.
Inför andra året i Championship gjordes i jämförelse med den första satsningen mycket blygsamma investeringar. Däremot blev resultatet klart bättre. Under hela säsongen kämpade de om en topplacering och låga under delar av året på den direktuppflyttningsplats, men slutade till sist på fjärdeplats vilket var en kvalplats för uppflyttning. I finalen mot Fulham FC förlorade dock laget och de blev kvar Championship. Efteråt visade det sig att klubben hade under åren satsat mer pengar än vad kunde och det missade spelet i Premier League äventyrade klubbens framtida existens.
Under sommaren 2018 kom nya ägare in vilket räddade Aston Villa. Återigen gjordes relativt blygsamma investeringar på spelarsidan och höstens resultat var dåliga och managern Steve Bruce fick i oktober sparken. I sin sista match fick han dessutom ett kålhuvud kastat mot sig. In kom istället Dean Smith, känd som livslång Aston Villa-supporter, och som assisterande utnämndes John Terry. Resultaten förbättrades och med en historisk serie om tio raka vinster säkrades en kvalplats för uppflyttning. I finalen i maj 2019 mot Derby County FC vann laget med 2-1 och säkrade en plats i högsta serien.

### Åter i Premier League (2019–)
Att laget behövde förstärkas inför återkomsten i Premier League var uppenbart, drygt 130 miljoner pund satsades på nya spelare. Under hela säsongen kämpade laget kring nedflyttningsstrecket och under stora delar befann sig klubben på nedflyttningsplats. I sista omgången säkrades dock ett nytt kontrakt.
Efter fem raka förluster annonserades den 8 november 2021 att Dean Smith sparkas med omedelbar verkan. Han ersattes av före detta Liverpool-spelaren Steven Gerrard. 
Gerrard misslyckades emellertid att få laget på rätt köl och säsongen 22/23 kom Unai Emery in som ny tränare. Under den senare halvan av säsongen samt under säsongen 23/24 har Aston Villa etablerat sig som ett topplag i Premier League.

## Ligahistorik
- Premier League 1992-2016, 2019-
- Championship 2016-2019
- Division 1: 1888-1936, 1938-59, 1960-67, 1975-87, 1988-92
- Division 2: 1936-38, 1959-60, 1967-70, 1972-75, 1987-88
- Division 3: 1970-72

## Rivalitet
Klubbens ärkerivaler är lokalkonkurrenten Birmingham City, ett derby som klassas som ett av Storbritanniens derbyn med mest rivalitet och går under namnet The Second City Derby. Ofta har även mötena med West Bromwich Albion och Wolverhampton Wanderers varit minst lika prestigeladdade. Säsongen 2010/11 var den första sedan 1983/84 som samtliga dessa klubbar spelade i högsta divisionen vilket innebar många publikdragande derbymatcher. Även Coventry City är en lokalkonkurrent, samt Walsall FC som dock är en klart mindre klubb än övriga fem i West Midlands.

## Ägarskap
2005 meddelade klubbens dåvarande ägare, Herbert Douglas Ellis, att Aston Villa var till salu. I augusti 2006 tillkännagavs att Randy Lerner, ägaren av Cleveland Browns, köpt klubben för 62,6 miljoner pund. Den 14 juni 2016 sålde Randy Lerner klubben till den kinesiske affärsmannen Tony Xia för 76 miljoner pund, varpå Villa blev en del av Xias konsortium Recon Group. I juli 2018 köpte ett konsortium, NSWE Group, kontrollerat av egyptiern Nassef Sawiris och amerikanen Wes Edens 55 procent av klubben av Tony Xia. Ny ordförande för klubben blev Sawiris. Följande år i augusti köptes Xias resterande andelar.

## Spelare

### Truppen
Korrekt per den 14 juli 2025
| 18 | Australien | Joe Gauci         | 4 juli 2000      | Adelaide United (-24) |
| 23 | Argentina  | Emiliano Martínez | 2 september 1992 | Arsenal (-20)         |
| 42 | England    | Filip Marschall   | 24 april 2003    | Aston Villa FC        |
| 48 | Polen      | Oliwier Zych      | 28 juni 2004     | Zagłębie Lubin (-20)  |

| 2  | Polen         | Matty Cash        | 7 augusti 1997   | Nottingham Forest (-20) |
| 4  | England       | Ezri Konsa        | 23 oktober 1997  | Brentford (-19)         |
| 5  | England       | Tyrone Mings      | 13 mars 1993     | Bournemouth (-19)       |
| 12 | Frankrike     | Lucas Digne       | 20 juli 1993     | Everton (-22)           |
| 14 | Spanien       | Pau Torres        | 16 januari 1997  | Villarreal (-23)        |
| 15 | Spanien       | Álex Moreno       | 8 juni 1993      | Real Betis (-23)        |
| 16 | Spanien       | Andrés García     | 7 februari 2003  | Levante (-25)           |
| 20 | Serbien       | Kosta Nedeljković | 16 december 2005 | Röda Stjärnan (-24)     |
| 22 | Nederländerna | Ian Maatsen       | 10 mars 2002     | Chelsea (-24)           |
| 26 | Nederländerna | Lamare Bogarde    | 5 januari 2004   | Feyenoord (-20)         |

| 6  | England       | Ross Barkley        | 5 december 1993  | Luton Town (-24)              |
| 7  | Skottland     | John McGinn         | 18 oktober 1994  | Hibernian (-18)               |
| 8  | Belgien       | Youri Tielemans     | 7 maj 1997       | Leicester City (-23)          |
| 10 | Argentina     | Emiliano Buendía    | 25 december 1996 | Norwich City (-21)            |
| 17 | Nederländerna | Donyell Malen       | 19 januari 1999  | Borussia Dortmund (-25)       |
| 21 | Argentina     | Enzo Barrenechea    | 22 maj 2001      | Juventus (-24)                |
| 24 | Belgien       | Amadou Onana        | 16 augusti 2001  | Everton (-24)                 |
| 27 | England       | Morgan Rogers       | 26 juli 2002     | Middlesbrough (-24)           |
| 31 | Jamaica       | Leon Bailey         | 9 augusti 1997   | Bayer Leverkusen (-21)        |
| 32 | Belgien       | Leander Dendoncker  | 15 april 1995    | Wolverhampton Wanderers (-22) |
| 41 | England       | Jacob Ramsey        | 28 maj 2001      | Aston Villa FC                |
| 44 | Frankrike     | Boubacar Kamara     | 23 november 1999 | Marseille (-22)               |
| -  | England       | Samuel Iling-Junior | 4 oktober 2003   | Juventus (-24)                |

| 11 | England | Ollie Watkins | 30 december 1995 | Brentford (-20) |
| -  | England | Lewis Dobbin  | 3 januari 2003   | Everton (-24)   |

### Utlånade spelare
| Nr | Land | Pos | Namn |
| -- | ---- | --- | ---- |

| Nr | Land | Pos | Namn |
| -- | ---- | --- | ---- |

### Utvecklingslag
| Nr | Land          | Pos | Namn                     |
| -- | ------------- | --- | ------------------------ |
| -  | England       | MV  | Alex Hammond (-06)       |
| -  | Spanien       | MV  | Lander Emery (-03)       |
| -  | Polen         | MV  | Oliwier Zych (-04)       |
| -  | England       | MV  | Sam Lewis (-06)          |
| -  | England       | F   | Archie Duerden (-06)     |
| -  | Norge         | F   | Ethan Amundsen-Day (-05) |
| -  | England       | F   | Finley Munroe (-05)      |
| -  | Skottland     | F   | Kerr Smith (-04)         |
| -  | England       | F   | Nile Timson (-05)        |
| -  | Nederländerna | F   | Sil Swinkels (-04)       |
| -  | Wales         | F   | Thierry Katsukunya (-05) |
| -  | England       | F   | Travis Patterson (-05)   |
| -  | England       | F   | Triston Rowe (-06)       |
| -  | Skottland     | MF  | Aidan Borland (-07)      |

| Nr | Land      | Pos | Namn                  |
| -- | --------- | --- | --------------------- |
| -  | Bermuda   | MF  | Ajani Burchall (-04)  |
| -  | England   | MF  | Charlie Pavey (-06)   |
| -  | Skottland | MF  | Ewan Simpson (-06)    |
| -  | England   | MF  | I-Lani Edwards (-05)  |
| -  | England   | MF  | Jamaldeen Jimoh (-06) |
| -  | England   | MF  | Kadan Young (-06)     |
| -  | England   | MF  | Kyrie Pierre (-05)    |
| -  | England   | MF  | Luka Lynch (-07)      |
| -  | England   | MF  | Mikell Barnes (-04)   |
| -  | England   | MF  | Todd Alcock (-04)     |
| -  | England   | A   | Ben Broggio (-07)     |
| -  | England   | A   | Charlie Lutz (-04)    |
| -  | England   | A   | Kobei Moore (-04)     |
| -  | Skottland | A   | Rory Wilson (-06)     |

#### Utlånade spelare
| Nr | Land    | Pos | Namn                                             |
| -- | ------- | --- | ------------------------------------------------ |
| -  | England | MV  | James Wright (i Real Unión till 30 juni 2025)    |
| -  | England | F   | Josh Feeney (i Shrewsbury Town till 31 maj 2025) |
| -  | England | F   | Lino Sousa (i Bristol Rovers till 31 maj 2025)   |

| Nr | Land    | Pos | Namn                                                |
| -- | ------- | --- | --------------------------------------------------- |
| -  | England | A   | Louie Barry (i Stockport County till 31 maj 2025)   |
| -  | England | MF  | Rico Richards (i Port Vale till 31 maj 2025)        |
| -  | England | MF  | Tommi O'Reilly (i Shrewsbury Town till 31 maj 2025) |

### Akademilag
| Nr | Land       | Pos | Namn                    |
| -- | ---------- | --- | ----------------------- |
| -  | England    | MV  | Jack Allan (-)          |
| -  | England    | MV  | Sam Proctor (-06)       |
| -  | England    | F   | Ashton McWilliams (-07) |
| -  | Nordirland | F   | Calum Moreland (-07)    |
| -  | England    | F   | Jacob Green (-)         |
| -  | England    | F   | Jayden Barber (-05)     |
| -  | England    | F   | Junior Wilson (-)       |
| -  | England    | F   | Leon Routh (-)          |
| -  | England    | F   | Max Asante-Boakye (-07) |
| -  | England    | F   | Teddie Bloomfield (-)   |
| -  | Irland     | MF  | Alfie Lynskey (-07)     |
| -  | England    | MF  | Bradley Burrowes (-)    |

| Nr | Land       | Pos | Namn                   |
| -- | ---------- | --- | ---------------------- |
| -  | England    | MF  | Cole Ramsey (-07)      |
| -  | England    | MF  | Keilan Quinn (-07)     |
| -  | England    | MF  | Max Jenner (-)         |
| -  | England    | MF  | Max Lott (-)           |
| -  | Egypten    | MF  | Omar Khedr (-06)       |
| -  | England    | MF  | Rodrigo Fortes (-)     |
| -  | England    | MF  | TJ Carroll (-06)       |
| -  | England    | MF  | Trai'varn Mulley (-07) |
| -  | England    | MF  | Woody Burgess (-)      |
| -  | Nordirland | A   | Cole Brannigan (-07)   |
| -  | England    | A   | Elijah Briscoe (-)     |
| -  | England    | A   | Vinnie Hayward (-08)   |

## Dyraste nyförvärv och försäljningar

### Topp 10 dyraste nyförvärv
Spelare i fet stil är fortfarande aktiva i Aston Villa FC.
Senast uppdaterad 9 oktober 2020
| Rank | Spelare           | Från              | Datum             | Övergångssumma  |
| ---- | ----------------- | ----------------- | ----------------- | --------------- |
| 1    | Ollie Watkins     | Brentford         | 9 september 2020  | 27 720 000 pund |
| 2    | Wesley            | Club Brugge       | 1 juli 2019       | 22 500 000 pund |
| 3    | Tyrone Mings      | Bournemouth       | 8 juli 2019       | 20 070 000 pund |
| 4    | Darren Bent       | Sunderland        | 18 januari 2011   | 19 350 000 pund |
| 5    | Bertrand Traoré   | Lyon              | 19 september 2020 | 16 560 000 pund |
| 6    | Emiliano Martínez | Arsenal           | 16 september 2020 | 15 660 000 pund |
| 7    | Douglas Luiz      | Manchester City   | 25 juli 2019      | 15 120 000 pund |
| 8    | Matty Cash        | Nottingham Forest | 3 september 2020  | 14 180 000 pund |
| 9    | Matt Targett      | Southampton       | 1 juli 2019       | 13 950 000 pund |
| 10   | James Milner      | Newcastle United  | 29 augusti 2008   | 13 500 000 pund |

### Topp 10 dyraste försäljningar
Senast uppdaterad 9 oktober 2020
| Rank | Spelare           | Till              | Datum           | Övergångssumma   |
| ---- | ----------------- | ----------------- | --------------- | ---------------- |
| 1    | Jack Grealish     | Manchester City   | 5 augusti 2021  | 100 000 000 pund |
| 2    | Christian Benteke | Liverpool         | 22 juli 2015    | 32 550 000 pund  |
| 3    | Stewart Downing   | Liverpool         | 15 juli 2011    | 15 960 000 pund  |
| 4    | James Milner      | Manchester City   | 17 augusti 2010 | 15 000 000 pund  |
| 5    | Dwight Yorke      | Manchester United | 1 juli 1998     | 13 000 000 pund  |
| 6    | Ashley Young      | Manchester United | 1 juli 2011     | 12 000 000 pund  |
| 7    | Gareth Barry      | Manchester City   | 1 juli 2009     | 9 730 000 pund   |
| 8    | Ugo Ehiogu        | Middlesbrough     | 20 oktober 2000 | 8 000 000 pund   |
| 9    | Fabian Delph      | Manchester City   | 17 juli 2015    | 8 050 000 pund   |
| 10   | Jordan Amavi      | Marseille         | 1 juli 2018     | 8 000 000 pund   |

## Övrigt
- Publikrekord: 76,588 mot Derby County FA-cupen (1946)
- Största Premier League-seger: 7-1 mot Wimbledon (1995)
- Största Premier League-förlust: 0–8 mot Chelsea (2012)
- Flest Premier League-matcher: Gareth Barry, 385 stycken
- Flest Premier League-mål: Dwight Yorke, 60 stycken
- Meste spelare genom tiderna: Charlie Aitken, 660 stycken (1961-1975)
- Meste målgörare genom tiderna:  Billy Walker, 244 mål (1920-1933)
- Flest mål på en säsong: Pongo Waring, 50 mål (1930/1931)
- Flest landskamper för England under sin tid i klubben: Gareth Southgate, 42 landskamper